# Afaka-schrift
Het Afaka schrift (  afaka sikifi) is een syllabisch schrift met 56 letters. Het schrift is rond 1910 ontwikkeld voor het Aukaans, een creoolse taal in Suriname. De naam van het schrift komt van de maker, Afáka Atumisi, een Aukaanse marron. Afaka wordt niet ondersteund door Unicode.

## Typologie
Afaka werkt met verschillende tonen die als aparte fonemen werken. Deze worden echter niet verschillend opgeschreven, wat voor verwarring kan leiden. De laatste medeklinker (de nasale n wordt niet opgeschreven, maar lange klinkers wel, door een klinker toe te voegen. Lettergrepen met de klinkers u en o worden door elkaar gebruikt. Het onderscheid hierin is niet duidelijk aanwezig. De lettergrepen o/u, po/pu en to/tu hebben verschillende letters in het Afake, maar andere lettergrepen niet. Hierdoor kan Ndyuka dus ook als Dyoka worden gelezen. De e en i worden in vier gevallen ook niet onderscheden. Dit is het geval wanneer de l, m, s, w voor de e en i staan. Er wordt één letter gebruikt voor ba en pa. Dit is ook het geval bij de u en ku.
Het Afaka bevat maar één leesteken, namelijk het sluisteken (|). Deze is gebruikt wanneer men een komma of een punt gebruikt.

## Varianten en volgorde van lettergrepen
Teksten in het Afaka laten zien dat er verschillende manieren bestaan om de letters te schrijven. De be, di, dyo, fi, ga, ge, ye, ni, nya, pu, se, so, te, tu worden soms een kwart gedraaid, soms worden ze zelfs volledig gedraaid. De lo, ba/pa, wa worden soms gespiegeld en de sa, to worden soms omgedraaid. De do, fa, ge, go, ko, kwa worden dikwijls gekruld geschreven. De volgorde waarin de woorden worden geschreven verschilt.

## Voorbeeld van een tekst
De eerste brief in het Afaka. Deze brief is ook in het Patili Molosi Buku terug te vinden.
ke mi gadu | mi masa | mi bigi na ini a ulotu |

fu a papila di yu be gi afaka | ma mi de 

aga siki fu dede | fa mi sa du | oli ulotu | mi go 

na pamalibo na lati ati oso | tu bolo | di mi ná abi 

moni | de yaki mi | de taki mi mu oloko moni fosi | 

mi sa go na ati osu | da na dati mi e begi | masa 

gadu fu a sa gi mi ana | fu mi deesi | a 

siki fu mi | ma mi sa taki abena | a sa kon tyali 

patili go na ndyuka | eke fa patili taki a bun 

gi wi | ma mi de aga pe na mi ede | ala 

mi noso poli na ini ye | da mi ná abi 

losutu ye

losutu ye.
Mijn God, mijn Heer, ik begin met de woorden op het papier dat Jij Afaka gaf. Maar ik ben dodelijk ziek. Hoe (wat) kan ik doen? Ik ging naar Paramaribo, landelijke ziekenhuis, twee keer. Omdat ik geen geld heb, werd ik weggestuurd. Ze zeggen dat ik eerst geld moet verdienen (voordat) ik naar het ziekenhuis ga. Daarvoor bid ik tot God dat hij mij een hand geeft met medicijnen voor mijn ziekte. Maar ik ga praten tegen Abena. Hij gaat mij brengen naar de priester van Ndyuka. Doordat de Vader zegt dat het goed is voor ons. Maar ik heb pijn in mijn hoofd. Mijn neus is rot van de binnenkant. Dus ik heb geen rust.